# 리승기
리승기(李升基, 1905년 10월 1일~1996년 2월 8일)는 조선민주주의인민공화국의 화학자이다. 비날론(Vinalon)을 개발한 것으로 유명하다.
1905년 전라남도 담양에서 태어나 중앙보통학교를 거쳐 1928년 마쓰야마 고등학교를 졸업했다. 졸업후 교토 제국대학으로 진학해 1931년 학사 학위를 취득했다. 교토 제국대학 화학 연구소에서 조교수로 근무하던 1939년, 사쿠라다 이치로 등과 함께 비날론을 합성하여, 미국의 나일론과 독일의 아크릴 섬유에 이어 세계 세 번째 합성 섬유를 만든 사람이 되었다. 그 해 교토 대학에서 박사 학위를 취득했다. 그러나 전쟁 중에 일본의 군사 정책에 협력하지 않는다는 이유로 치안유지법에 의해 구금되어 종전을 맞을 때까지 갇혀 있었다.
해방 후 한국으로 돌아와 서울대학교 공학대학의 학장을 맡다가 한국 전쟁 중이던 1950년 7월 31일 리종옥의 권유로 월북했다. 그 후 북조선에서 비날론 등의 섬유공업 발전에 힘썼으며, 1962년부터 1990년까지 최고인민회의 대의원을 맡기도 했다. 1967년 녕변 원자력 연구소가 설립되면서 초대 연구소장으로 핵개발에 힘썼다고 한다. 비날론의 발명으로 1961년에 공산주의권의 노벨상으로 불리는 레닌상을 수상하였다. 장례는 국장으로 치러졌다.

## 같이 보기
- 계응상
- 도상록
- 려경구
- 백남운
- 우장춘